# Diamond Foxxx
Diamond Foxxx (Albany, 5 gennaio 1973) è un'attrice pornografica statunitense.

## Biografia
Nata in una famiglia di militari, dove la madre era una marine mentre il padre era in marina, dopo aver viaggiato a lungo, si è stabilita in Virginia fino a 25 anni. Entrata anche lei in Marina, è stata cacciata dopo un anno per la sua cattiva condotta sessuale.
Dopo aver conosciuto il secondo marito ed essersi trasferita a Key West inizia la carriera nel porno per autofinanziarsi la carriera immobiliare. Il suo primo film porno fu My First Sex Teacher, è conosciuta in particolar modo per i molti ruoli in stile MILF.

## Vita privata
Si è sposata a 25 anni e ha avuto due figli dal primo marito. Ha divorziato e si è risposata.

## Riconoscimenti
- AVN Awards
  - 2010 – Candidatura per MILF/Cougar Performer of the Year[3]
  - 2011 – Candidatura per MILF/Cougar Performer of the Year
  - 2011 – Candidatura per MILF/Cougar Performer of the Year
  - 2012 – AVN Award for Best All-Girl Group Scene per Cherry 2 con Missy Martinez, Zoey Holloway e Brooklyn Lee[4]
  - 2012 – Candidatura per MILF/Cougar Performer of the Year
- Nightmoves
  - 2010 – Candidatura per Best MILF Performer[5]
  - 2012 – Candidatura per Best MILF Performer[6]
- XBIZ Award
  - 2010 – Candidatura per Performer Comeback of the Year[7]
  - 2011 – Candidatura per MILF Performer of the Year[8]
  - 2012 – Candidatura per MILF Performer of the Year